# 한국저작권단체연합회
한국저작권단체연합회는 저작권관련단체의 상호교류와 협력을 통한 권익 보호, 저작물 이용질서 확립 및 저작권 보호에 대한 인식 제고를 목적으로 2003년 4월 18일 설립된 대한민국 문화체육관광부 소관의 사단법인이다. 사무실은 서울특별시 강서구 염창동 도레미빌딩 6층에 있다.

## 주요사업
- 저작권 단체간 상호 교류와 협력사업
- 저작권의 효율적인 집중관리를 위한 조사연구
- 저작물의 이용질서 확립 및 이용원활화 사업
- 불법저작물 단속 등 저작권보호 업무